# Cihangazi, Bozüyük
Cihangazi là một thị trấn thuộc huyện Bozüyük, tỉnh Bilecik, Thổ Nhĩ Kỳ. Dân số thời điểm năm 2011 là 605 người.